# Izbica Kujawska
Izbica Kujawska é um município da Polônia, na voivodia da Cujávia-Pomerânia e no condado de Włocławek. Estende-se por uma área de 2,24 km², com 2 677 habitantes, segundo os censos de 2017, com uma densidade de 1195,1 hab/km².